# Urepione
Urepione is een geslacht van vlinders van de familie spanners (Geometridae), uit de onderfamilie Ennominae.

## Soorten
- U. contorta Thierry-Mieg, 1892
- U. quadrilineata Walker, 1862